# Coupe du monde de football américain 2003
Navigation
CDM 1999 CDM 2007
La Coupe du monde de football américain 2003 est la deuxième édition du tournoi mondial de football américain organisé par la Fédération internationale de football américain. 
Le tournoi final se déroule en Allemagne du 10 au 12 juillet
Sélections qualifiées pour le tournoi final : Allemagne, Japon, France et Mexique.

## Phase finale
La phase finale à quatre se limite à des demi-finales et des finales.

### Demi-finales
- Allemagne 17-21  Mexique

- Japon 23-6  France

### Finale
- Finale pour la 3e place :  Allemagne 36-7  France

- Finale :  Japon 34-14  Mexique